# Harold Shipman
 (juin 2011).
Si vous disposez d'ouvrages ou d'articles de référence ou si vous connaissez des sites web de qualité traitant du thème abordé ici, merci de compléter l'article en donnant les références utiles à sa vérifiabilité et en les liant à la section « Notes et références ».
Pour les articles homonymes, voir Shipman (homonymie).
Harold Frederick Shipman, né le 14 janvier 1946 à Nottingham et mort par suicide le 13 janvier 2004 à la prison de Wakefield, est un médecin généraliste britannique connu pour être l'un des tueurs en série les plus meurtriers de l'histoire contemporaine. Plus de 200 crimes lui ont été attribués, bien qu'il n'ait été condamné que pour quinze d'entre eux.

## Biographie
Il était originaire d'une famille ouvrière. Enfant préféré de sa mère, Shipman était très solitaire ; il avait peu d'amis et était très isolé des autres. Sa mère, Vera, mourut en 1963 d'un cancer du poumon alors qu'il n'avait que 17 ans. Il étudia au Nouveau Collège de Nottingham, puis à l'Université de Leeds. Il fut résident au Bodington Hall qui abrite l'école de médecine, en 1965. C'est ici qu'il rencontra celle qui allait devenir son épouse, Primrose (celle-ci avait trois ans de moins que lui).
Ils se marièrent en 1966 et elle donna naissance quatre mois plus tard à Sarah, l'aînée de leurs quatre enfants. En 1970, il termina ses études à Leeds et commença à exercer à la General Infirmary de Pontefract, ville au sud-est de Leeds. Il semblerait que ce soit à cette époque là qu'il commença à assassiner des gens.
En 1975, Shipman fut arrêté en possession d'ordonnances de péthidine pour son usage propre. Il fut envoyé brièvement dans un centre de désintoxication. Il fut déclaré sain à sa sortie.
Après une enquête commencée en mars 1998, abandonnée le 17 avril 1998, puis reprise en juin 1998 à la suite du décès de Katleen Grundy, sa dernière victime (durant cet intervalle, il avait encore tué trois personnes), il fut décidé qu'il y avait assez d'éléments pour conclure que ce dernier avait tué un total de quinze personnes, des femmes pour la plupart. Il fut arrêté le 7 septembre 1998. Sa victime la plus jeune était un homme de 41 ans. Certaines sources ont suggéré que Shipman pourrait avoir tué plus de quatre cents personnes. Il leur administrait une dose létale de morphine et signait les certificats de décès tout en falsifiant leurs dossiers médicaux de sorte que la mort était imputable à un mauvais état de santé.
Il fut reconnu coupable le 31 janvier 2000 de quinze assassinats et condamné quinze fois à la prison à vie. En 2002, un rapport officiel gouvernemental basé sur 2 500 témoignages et l'analyse de plus de 270 000 documents conclut qu'il avait tué 215 personnes, essentiellement des personnes âgées.
Le 13 janvier 2004, la veille de son cinquante-huitième anniversaire, il se suicide par pendaison dans sa cellule de la prison de Wakefield, dans le Yorkshire de l'Ouest, sans avoir jamais admis ou expliqué ses crimes.
La législation britannique relative à la santé et aux médicaments fut révisée et profondément modifiée à la suite de cette affaire.

## Documentaires télévisés
- Secrets d'actualité, en 2003-2004, L'inquiétant Docteur Shipman, sur M6.
- Enquêtes criminelles : le magazine des faits divers, le 6 mai 2009, Docteur Shipman : 215 morts sur ordonnance, sur W9.
- « Harold Shipman : le docteur de la mort » dans Portraits de criminels sur RMC Story et sur RMC Découverte.

### Articles de presse
- « Médecin tueur en Angleterre. Le docteur Shipman est accusé de la mort de 4 patientes et soupçonné de 28 autres décès » Article de Nathalie Chiesa publié le 16 octobre 1998 dans Libération.
- « "Pourquoi le docteur Shipman a-t-il voulu me tuer ?" ELAINE OSWALD, la seule patiente du médecin tueur en série qui a survécu » Article de Jean-Marc Ducos publié le 11 janvier 2001 dans Le Parisien.
- « Le Dr Shipman, «drogué au crime», a tué au moins 215 patients » Article publié le 19 juillet 2002 dans La Libre Belgique.
- « Harold Shipman retrouvé pendu » Article publié le 13 janvier 2004 dans La Libre Belgique.
- « Serial-killer : rapport sur le Dr Shipman » Article publié le 27 janvier 2005 dans Le Nouvel Observateur.